# Черепаха (созвездие)
Созвездие Черепаха (лат. Testudo) в истории астрономии встречается три раза в разные эпохи.
- В античности созвездие Лира иногда называлось Черепаха. Это связано с известным греческим мифом о Гермесе, в котором рассказывается о том, как этот бог, будучи ещё младенцем, впервые изготовил лиру из панциря черепахи.
- В середине XVIII века английский натуралист Джон Хилл предложил ряд новых созвездий, в том числе Черепаху. Созвездие никогда не использовалось. (См. Созвездия Джона Хилла.)
- Наконец, в 1844 году адмирал английского королевского флота Вильям Генри Смит, картограф и астроном, член Королевского астрономического общества, публикует работу «Cycle of Celestial Objects», в первой своей части посвященной общей астрономии. Там упоминается астеризм Черепаха, позже иногда называвшийся созвездием. Созвездие располагалось между Рыбами и Китом в так называемой «морской» части неба и просуществовало очень недолго.

В настоящее время созвездие с названием Черепаха не числится в официальном списке созвездий, составленном Международным астрономическим союзом.